# Fredson
Fredson Camara Pereira (ur. 22 lutego 1981 w Monção) – brazylijski piłkarz występujący na pozycji pomocnika.

## Kariera
W 2002 roku przeniósł się z Parany do Espanyolu. W 2007 roku był wypożyczony do São Paulo FC. W latach 2008–2009 grał w Goiás EC, a w 2010 roku przeszedł do Avaí. W kolejnych latach grał w zespołach Ceilândia, Cuiabá oraz Vila Nova.
W Primera División rozegrał 98 spotkań i zdobył 10 bramek.